# Kolo (dans)

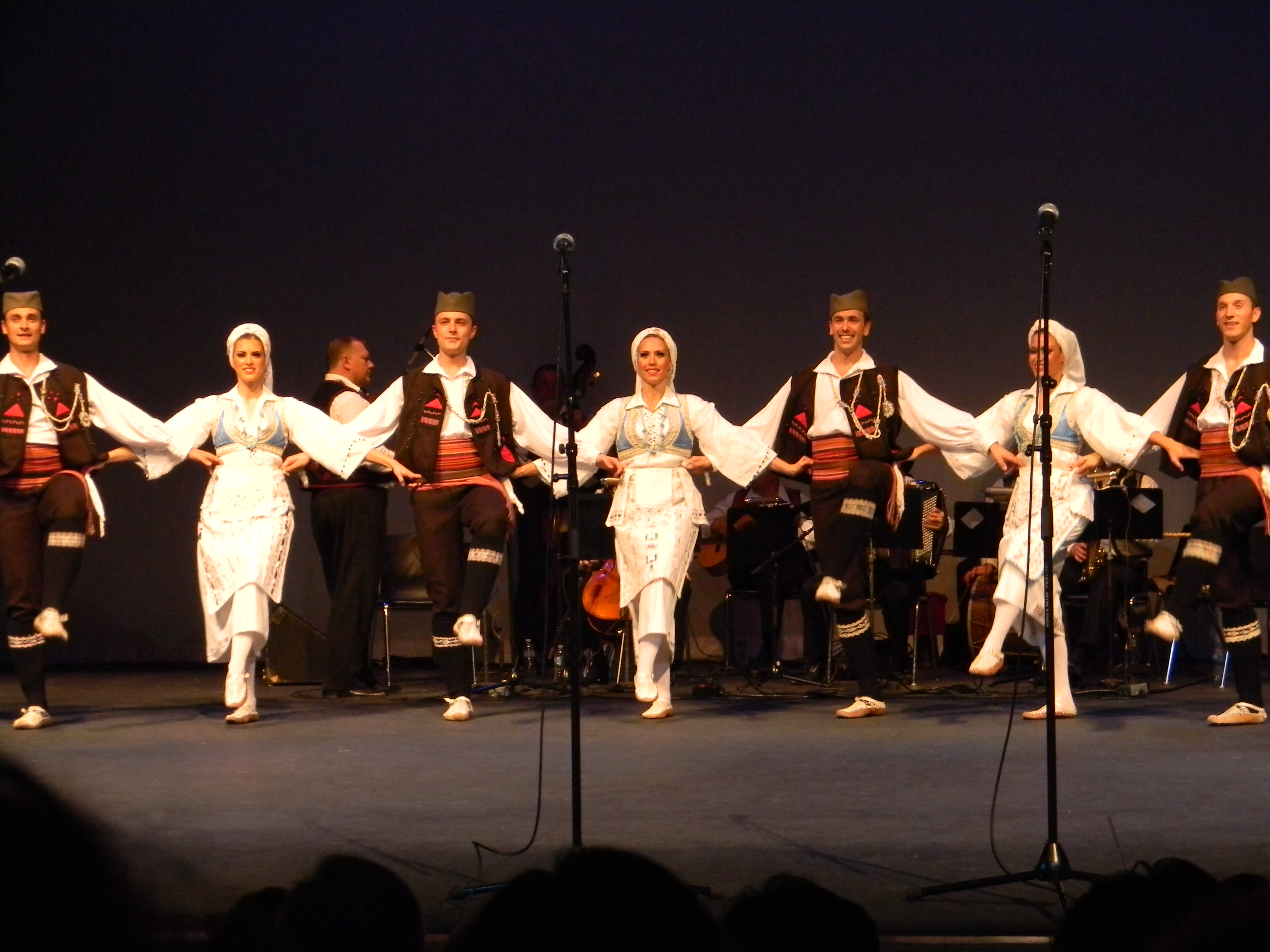
Bosniskt kolo.

Kolo (serbiska: Коло) är ett samlingsnamn för de sydslaviska ringdanser som under varierade former och namn framförs i Bosnien och Hercegovina, Kroatien, Montenegro och Serbien. Dansen uppvisar likheter med flera andra europeiska ringdanser som bevarats i Europa och har i synnerhet likheter med hora och horo.

## Beskrivning
Dansen kan utföras i en sluten cirkel, i en enda kedja eller i två parallella linjer. I vissa varianter uppvisar enskilda dansare sin skicklighet inuti cirkeln. Tempot för dansen varierar, ibland inom en enda dans, men i regel är kolo en pigg och snabb dans. Det gäller i synnerhet för de varianter som återfinns i Bosnien och Hercegovina, Montenegro och Serbien.